# Lutfi Arıboğan
Lütfi Arıboğan, né le 30 septembre 1961, à Ankara, en Turquie, est un ancien joueur de basket-ball turc. Il évolue au poste d'ailier.

## Palmarès
- Champion de Turquie 1990
- 3e des Jeux méditerranéens de 1983
- Vainqueur des Jeux méditerranéens de 1987